# Lacići
Lacići falu Horvátországban, Eszék-Baranya megyében. Közigazgatásilag Magadenovachoz tartozik.

## Fekvése
Eszéktől légvonalban 36, közúton 47 km-re nyugatra, Nekcsétől légvonalban 18, közúton 21 km-re északkeletre, községközpontjától légvonalban 3, közúton 5 km-re délkeletre, a Szlavóniai-síkságon fekszik.

## Története
A középkorban ez egy mocsaras, folyóágakkal tele terület volt, melyen a Vučica folyt keresztül és amelynek helyenként a medrét sem lehetett pontosan megállapítani. A mocsáron Koska felé átvezető utat csak a helyiek ismerték. Egy ilyen átjáró vezetett keresztül Lacićinél is, a falu pedig erről (laz, prijelaz) kapta a nevét. (Lacići határában ma már kitűnő csatornahálózat található, melyen hidak vezetnek át.) 
Lacići annak a 18 szlavóniai falunak az egyike, ahova a török megszállás idején kálvinista magyarokat telepítettek. A kálvinista papok kihasználták a katolikus papok hiányát és elkezdték terjeszteni a térségben a kálvinista hitet. A lakosság rendkívül sokat szenvedett. Mind a török, mind a később a bécsi kamara alatt a hadak pusztításai és az adók kimerítették az embereket, így a megművelt területeket nem mindenhol lehetett megművelni és a népesség szó szerint éhezett. Gyakran elöntötte az árvíz is. A falu 1698-ban „Lazich” néven szerepel a szlavóniai települések kamarai összeírásában. 1702-ben 7 házat számláltak a településen.
Az első katonai felmérés térképén „Lacicse” néven található. Lipszky János 1808-ban Budán kiadott repertóriumában „Lacsics” néven szerepel. Nagy Lajos 1829-ben kiadott művében „Lachich” néven 119 házzal, 728 katolikus lakossal találjuk.
1857-ben 915, 1910-ben 923 lakosa volt. Verőce vármegye Alsómiholjáci járásához tartozott. Az 1910-es népszámlálás adatai szerint lakosságának 94%-a horvát, 2%-a német anyanyelvű volt. Az első világháború után 1918-ban az új szerb-horvát-szlovén állam, majd később (1929-ben) Jugoszlávia része lett. Sokakat a valpói gyűjtőtáborba hajtottak. 1991-ben lakosságának 99%-a horvát nemzetiségű volt. 2011-ben a falunak 351 lakosa volt.

## Lakossága
| Lakosság változása | Lakosság változása | Lakosság változása | Lakosság változása | Lakosság változása | Lakosság változása | Lakosság változása | Lakosság változása | Lakosság változása | Lakosság változása | Lakosság változása | Lakosság változása | Lakosság változása | Lakosság változása | Lakosság változása | Lakosság változása |
| ------------------ | ------------------ | ------------------ | ------------------ | ------------------ | ------------------ | ------------------ | ------------------ | ------------------ | ------------------ | ------------------ | ------------------ | ------------------ | ------------------ | ------------------ | ------------------ |
| 1857               | 1869               | 1880               | 1890               | 1900               | 1910               | 1921               | 1931               | 1948               | 1953               | 1961               | 1971               | 1981               | 1991               | 2001               | 2011               |
| 915                | 854                | 869                | 936                | 929                | 923                | 834                | 922                | 884                | 862                | 832                | 627                | 537                | 466                | 408                | 351                |

## Gazdaság
A község gazdaságában a mezőgazdasági termelés és az állattenyésztés, a kereskedelem, valamint a vendéglátás dominálnak és más tevékenységeknek csak kis részben vannak képviselve. Az állattenyésztés és a szántóföldi gazdálkodás mellett kedvezőek a feltételek a kertészet, a gyümölcstermesztés, a kisállatok (baromfi, sertéstenyésztés) és a virágkertészet fejlesztéséhez. A Koska felé fekvő erdőben található egy szarvasmarhatelep, míg a vad szabadon barangol a környező erdőkben. A vadgazdálkodásról a helyi vadásztársaság gondoskodik. Lacićiben található vadászház is, egy kisebb kastély, melynek látványa megragadja az erre járók képzeletét. Lacićitól aszfaltúton mehetünk Koško, Šljivoševci és Beničanci felé. A Šljivoševci felé vezető út mellett egykor téglagyár működött, melynek létesítményei még ma is látszanak. A mellette fekvő halastavaknál sporthorgász központ működik. A falutól délre olaj- és gázmező terül el.

## Nevezetességei
Borromei Szent Károly tiszteletére szentelt római katolikus temploma a šljivoševci plébánia filiája.

## Kultúra
KŠU „Sveti Rok” Lacići kulturális és sportegyesület

## Oktatás
A tanulók a magadenovaci általános iskolába járnak.

## Sport
Az NK Viktorija Lacići labdarúgócsapata a megyei 2. ligában szerepel.

## Egyesületek
- DVD Lacići önkéntes tűzoltó egyesület, alapítva 1934.
- UŽ Lacići nőegyesület